# Mario Marzi
Mario Marzi (San Giovanni in Marignano, 29 luglio 1964) è un sassofonista italiano.

## Biografia
Diplomato in saxofono con il massimo dei voti presso il Conservatorio "G. Rossini" di Pesaro sotto la guida del M° Federico Mondelci, si è successivamente perfezionato al conservatorio di Bordeaux con il M° J.M. Londeix ottenendo alla fine degli studi il prestigioso "Premièr Prix et Medaille d'Or a l'unanimité".
Vincitore di nove concorsi nazionali e quattro internazionali, tra cui il primo premio assoluto al prestigioso “VIII premio Ancona” (maestro G.Petrassi presidente della giuria) riservato agli strumenti a fiato, ha collaborato come orchestrale aggiunto con le più prestigiose orchestre sinfoniche, tra le quali: RAI di Torino, Accademia nazionale di Santa Cecilia , Arena di Verona, Teatro Comunale di Firenze, Teatro lirico di Cagliari, Filarmonici di Torino, Sinfonica di San Remo, Internaz. D'Italia, Milano Sinfonietta, orch.della Svizzera Italiana, Sinfonica di Caracas, orch. da camera di Bologna, Solisti insieme, Teatro alla Fenice di Venezia. Di particolare rilievo la sua ventennale collaborazione come orchestrale aggiunto con il "Teatro dello Scala" di Milano e con l'orchestra Filarmonica dello Scala, sotto la direzione dei più grandi maestri contemporanei, fra i quali: C.M.Giulini, W. Sawallisch, G. Prètre, L.Maazel, L.Berio, M.W.Chung, G.Gavazzeni, R.F.De Burgos, S.Bychkov, G.Sinopoli, W.Weller, G.Dudamel, R.Chailly. C.Abbado. Più volte scelto dal M° Riccardo Muti in seno alla compagine scaligera per soli orchestrali, è stato allo stesso modo invitato dal M° Zubin Mehta per le tournée dell'orchestra del Maggio Musicale Fiorentino. Numerose le partecipazioni, in seno a compagini orchestrali, ai maggiori Festival musicali internazionali: Festival di Salisburgo, Atene, Madrid, San Pietroburgo, Città del Messico, Biennale di Venezia, Settembre Musica, La Scala di Milano, Accademia Filarmonica di Roma, Ravenna Festival ecc. Molteplici sono anche le sue esibizioni come orchestrale aggiunto nelle più prestigiose sale e teatri, quali la Carnegie Hall di New York, Suntory Hall di Tokyo, Gewandhaus di Lipsia, Schauspielhaus di Berlino, ed inoltre a Parigi, Vienna, Bruxelles, Londra, Atene, Montecarlo, Barcellona, Sarajevo, Bilbao, Varsavia, Mosca, Osaka, Seoul, Hong Kong, Ginevra, Oporto, Budapest, Beirut, Melbourne, Lisbona, Monaco, Caracas, Los Angeles, Pechino ecc. Si è dedicato con particolare impegno alla letteratura musicale del primo '900, a lui sono dedicate alcune preziose partiture destinate al sassofono contemporaneo. Ha collaborato con importanti gruppi da camera quali l'Ensemble E. Varèse, Carme e Divertimento Ensemble di Milano, Gruppo Baires 87 (con il quale ha vinto il premio G.Tani per la musica 1992 al Teatro Sistina di Roma, assieme a S. Accardo, F. Petracchi e Milva), Ens. Strumentale Scaligero (i solisti dell'orchestra filarmonica della Scala di Milano), Trio "Tango y algo mas", Duo Marzi Zannini, tenendo concerti per le più rinomate ambasciate o consolati italiani all'estero. Ha inciso per le case discografiche BMG, Sony Classic, EMI, Edipan, Stradivarius, Agora, registrando inoltre per Amadeus, in qualità di solista con l'orchestra G. Verdi di Milano e la direzione del Maestro H. Schellenberger, un cd monografico con alcuni concerti per sax e orchestra (prima assoluta per l'Italia). Docente di sassofono al conservatorio “G. Verdi” di Milano, ha tenuto corsi di perfezionamento e masterclass a Ceglie Messapica, Oporto, Amsterdam, Lisbona, Francoforte, Pechino, Washington, Londra, Vienna, Caracas nell’ambito del progetto Abreu (El sistema) e per il Conservatorio di Sydney. È stato membro di giuria nelle maggiori competizioni per sassofono, fra cui quella di Dinant nel 2010. È responsabile per l’Italia della Mulligan Publishing. È inoltre autore di diverse partiture didattiche per la Carisch. È stato pubblicato nell'ottobre del 2009 il suo libro "Il saxofono" a cura della Zecchini Editore, ristampato in edizione Smart nel 2016.

## Discografia
- 2021, LES BELLES HABITUDES - Stefano Ianne Project (Ianne, Marzi, Bryant)
- 2018, RESTART - (Antonio Cocomazzi, Mario Marzi)
- 2018, DUGA-3 - Stefano Ianne Project (Ianne, Marzi, Bryant)
- 2017, BACH IN BLACK - (Marzi, Succi)
- 2016, PAGINE, SCIARRINO - Bros Saxophone Quartet
- 2016, IAMACA - Stefano Ianne
- 2015, ALL DIRECTIONS - (Marzi, Zanchini, Zannini) EAST WAY
- 2011, EAST TRAVEL - Antonio Carlos Jobim
- 2010, "10 ANNI DOPO" - Franco Donatoni
- 2010, PIANO CAR - Stefano Ianne
- 2009, PIAZZOLLA FOUR SEASONS OF BUENOS AIRES - Piazzolla, Troilo, Iturralde, Gershwin
- 2009, THE ART OF SAXOPHONE - Glazunov, Debussy, Ibert, Milhaud, Villa-Lobos
- 2008, MILONGA DEL ANGEL - Nazaret, Gismonti, Zanchini, Pascoal, Corea
- 2005, LA VOCE DEL SAX - Amadeus (prima italiana assoluta) Glazunov, Debussy, Ibert, Milhaud, Villa-Lobos
- 2005, NONOSTANTE TUTTO - Antonio Cocomazzi
- 2004, THE SOUND OF THE ITALIAN SAXOPHONE QUARTET - Live concert in Verona Scarlatti/Pierné, Bach, Francaix, Iturralde, Piazzolla, Troilo, Joplin, Gershwin, Nagle, Rota, Nyman
- 2003, SAXOPHONE COLOURS - Italian & French music for saxophone and piano Sollima, Salvatore, Dulbecco, Galante, Del Corno, Andreoni, Ferrero, Boccadoro, Ibert, Jolivet, Milhaud, Debussy, Francaix, Schmitt, Desenclos
- 2003, ENSEMBLE STRUMENTALE SCALIGERO - Gershwin, Corea, Iturralde, Piazzolla
- 2003, L'ARTE DEL FUNAMBOLO - Sollima, Salvatore, Dulbecco, Galante, Del Corno, Andreoni, Ferrero,  Boccadoro
- 2003, RAPSODIE FRANCAISE - Ibert, Jolivet, Milhaud, Debussy, Francaix, Schmitt, Desenclos
- 2003, TANGO Y ALGO MAS - Nazaret, Gismonti, Zanchini, Pascoal, Corea
- 2003, GEORGE GERSHWIN - Gershwin
- 2000, HISTOIRE TANGO - Piazzolla
- 2000, DEDICATED TO ASTOR PIAZZOLLA - Piazzolla
- 1999, SCARAMOUCHE - Milhaud, Jolivet, Ibert, Debussy, Francaix, Schmitt, Desenclos
- 1999, HELLO, MR. SAX - Monteverdi, Haendel, Vivaldi, Brahms, Alessandrini, Gershwin, Piazzolla, Corea
- 1998, ASTOR PIAZZOLLA - Piazzolla, Gismonti
- 1998, ENSEMBLE ITALIANO DI SASSOFONI - Billi, De Rossi Re, Masini, Nicolao, Prosperi, Sallustio, Telli
- 1997, SUITE FOR FRIENDS - Antonio Cocomazzi